# Markaz Quţūr
Markaz Quţūr (arabiska: مركز قطور) är en region i Egypten.   Den ligger i guvernementet Al-Gharbiyya, i den norra delen av landet, 100 km norr om huvudstaden Kairo.